# L'Anse au Loup
L'Anse au Loup es un pueblo canadiense situado en la provincia de Terranova y Labrador.

## Superficie
L'Anse au Loup tiene una superficie de 3,39 km².

## Demografía
En 2021, tenía 692 habitantes, una densidad poblacional de 203,9 hab./km², y 322 viviendas.